# France Ačko
France Ačko, slovenski katoliški duhovnik, frančiškan, glasbenik, organist in skladatelj cerkvene glasbe, * 23. julij 1904, Maribor, † 30. december 1974, Ljubljana.

## Življenje in delo
Franc Ačko s pravim imenom Ludvig-Gvido Ačko je leta 1929 vstopil v frančiškanski red, v Ljubljani doštudiral bogoslovje in bil 1928 posvečen. Glasbo je najprej študiral zasebno pri Srečku Koporcu, nato na ljubljanskem konservatoriju in v Rimu na Pontificio Istituto Musica Sacra. Tu je 1942 diplomiral iz gregorijanskega korala in 1943 iz kompozicije ter iz slednje 1954 tudi doktoriral. Od 1930 je opravljal pastoralne službe v Kamniku in Ljubljani. Ustvarjal je zborovsko glasbo, maše (Missa solemnis, za mešani zbor, soli, veliki orkester in solo orgle, 1937), kantatna dela, solistične in komorne skladbe (Suita za klavir, 1937; Dve pesmi za glas in klavir, 1938; Sonata za orgle, 1943), božično pesem Počivaj, milo detece in napev za očenaš. Skladbe in članke je objavljal v zbirkah, revijah in samostojno, številna dela pa so ohranjena samo v rokopisu.